# La Tribune (France, 1985)
Pour les articles homonymes, voir La Tribune.
La Tribune est un journal économique et financier français, créé en janvier 1985 par Bruno Bertez, et situé à Paris.
Le journal est le principal concurrent du quotidien Les Échos jusqu'à l'abandon de son édition imprimée quotidienne, en janvier 2012, remplacée depuis par une édition hebdomadaire.
Il est devenu une filiale du groupe Hima, possédée à 100 % par Rodolphe Saadé depuis le 27 juillet 2023 à travers la société CMA Média,.
Son chiffre d'affaires en 2023 est de 13,5 millions d'euros.

## Histoire

### Lointains ancêtres
La Tribune est le lointain descendant du Cours de la Bourse et de la Banque, simple feuille recto-verso publiée dès 1824, deux ans avant Le Figaro, puis rebaptisée du nom d'un banquier millionnaire Victor Antoine Desfossés (1835-1899), boursier et collectionneur d'art réputé, qui dirige aussi le journal littéraire Gil Blas, où il recrute l'écrivain Maurice Leblanc, père d'Arsène Lupin, rencontré dans sa luxueuse villa d'Étretat. Sa Cote Desfossés, qui fusionnera en 1992 avec La Tribune, a eu pour patrons d'autres profils atypiques, comme l'agent de change Courballée, qui prête un million de francs, sous l'occupation, pour faire sortir de prison les résistants Jacques Foccart et Henri Tournet, ou l'aventurier colonial André Bassinet et son gendre Jean Chamboulive, auteur d'une thèse sur La direction des sociétés par actions aux États-Unis d'Amérique en 1964, au moment où se prépare l'importante loi de 1966 sur le Contrat de société en droit français.
Autre héritage, quelques-uns des premiers collaborateurs de La Tribune et ses premiers locaux venaient du Nouveau Journal, lancé en octobre 1967 par Raymond Bourgine avec toute l'équipe de L’Information, quotidien économique fondé en 1899 par Léon Chavenon et relancé en 1950 par Robert Bollack.

### Trois fondateurs, venus duMondeet desÉchos
La Tribune de l'économie a été fondée le 15 janvier 1985 par Bruno Bertez, un journaliste passionné de Bourse et propriétaire de l'hebdomadaire La Vie française depuis 1979. Il en confie la direction au trio de journalistes qui lui ont proposé de créer un quotidien ressemblant au Wall Street Journal, moins institutionnel et plus tourné vers l'international que Les Échos : Philippe Labarde, Jacques Jublin et Jean-Michel Quatrepoint.
Bruno Bertez demande à Jean-Michel Quatrepoint de constituer une équipe de haut-niveau. Il parvient à débaucher six journalistes du Monde, dont le chef du service économie, Philippe Labarde, ancien coulissier de la Bourse de Paris. Il recrute aussi sept journalistes des Échos, dont Jacques Jublin, chef du service industrie. Daniel Lacotte, directeur de L'Agefi et professeur au Centre de formation des journalistes, rejoindra l'équipe en qualité de rédacteur en chef en 1989, après l'arrivée dans le capital de Jean-Louis Servan-Schreiber. Pour lancer La Tribune, Bertez s'appuie sur L'Agefi un petit quotidien boursier de l'après-midi au tirage confidentiel, vivant de la publicité financière, qu'il a racheté en 1984 à Michelin et Peugeot, avec sa filiale, Le Nouveau Journal, autre quotidien à faible tirage, plus généraliste. La Tribune naît dans leurs locaux historiques, qui occupent une partie d'un ancien hôtel particulier, aux 106-108, rue de Richelieu.
La Tribune se veut pluraliste et tournée vers l'enquête : « Nous avons choisi le titre de La Tribune parce que ce devait être un lieu où tous les points de vue pouvaient s’exprimer, de gauche comme de droite », se souvient Jean-Michel Quatrepoint. Pour Jacques Jublin, les fondateurs voulaient surtout vulgariser, écrire pour un public plus large, en couvrant « les trois cercles de l’économie : l’industrie, la Bourse et la consommation. Écrire pour ceux qui vivaient l’économie. Les Échos, eux, parlaient aux industriels et aux milieux politiques ». Les citations anonymes sont acceptées dans La Tribune, dans un souci de protection des sources d'information des journalistes, à condition que les informations exclusives ainsi obtenues soient scrupuleusement recoupées et accompagnées de rigoureux éléments de contextualisation.
Les derniers journalistes restés au Nouveau Journal sont intégrés. La Tribune s'appuie pour son lancement sur une fraction des 23 millions de francs de bénéfices de La Vie française. Lors des nombreux « pots », les journalistes entonnent le fameux À la santé du confrère, l’hymne des ouvriers du Livre, datant du Second Empire, qui fleure bon le vin rouge, l’encre fraîche et la fraternité des luttes syndicales, se souvient Jean-Michel Quatrepoint. Mais dès la mi-1985, Bruno Bertez s'inquiète pour son imprimeur, l'Imprimerie de la Presse Nouvelle. Il entre en conflit avec le Syndicat du Livre et décide fin 1985 d'abandonner l'édition du soir, consacrée à la Bourse. Plusieurs journalistes s'en vont alors. Parmi eux, Éric Fottorino, jeune spécialiste des matières premières, rubrique dont « s'est entiché » Philippe Labarde. Il est embauché au Monde, dont il deviendra directeur en 2007. L'équipe fondatrice compte aussi Érik Izraelewicz, qui succédera à Eric Fottorino à la tête du Monde.

### Rachat parL'Expansion
Après deux années d'une croissance jugée trop lente, La Tribune est rebaptisée La Tribune de l’Expansion en mars 1987, quand Bruno Bertez la revend au Groupe Expansion de Jean-Louis Servan-Schreiber (JLSS), un patron de presse qui avait dirigé Les Échos jusqu'à leur cession à la famille Beytout en 1963. Bertez lui vend aussi L'Agefi, un autre quotidien, et l'hebdomadaire La Vie française, le seul de ses trois titres qui gagne de l’argent.
JLSS achète 185 millions de francs la société L'Opinion éditant ces trois journaux. Un autre montant évoqué, 300 millions de francs, incluant les dettes, ne sera jamais confirmé. Le concurrent Les Échos avait été acheté quelques mois plus tôt par le britannique Pearson.
Jean Boissonnat, directeur de L'Expansion, devient celui de La Tribune. Les actionnaires minoritaires, Michelin et Peugeot, vendent leurs parts. JLSS annonce un plan d'investissement dans La Tribune : 150 millions de francs pour le groupe, sur trois ans. Temps fort de la relance, La Tribune est désormais imprimée en couleur. Ses ventes augmentent de 50 % et sa publicité commerciale sextuple. Une partie de la somme sert à acheter l'immeuble futuriste « Le Ponant », rue Leblanc, où s'installe La Tribune. Jean-Michel Quatrepoint prend la direction de L'Agefi, où de nombreux journalistes sont embauchés en avril 1990 pour relancer le quotidien en perte de vitesse. Il lance aussi le magazine Haute Finance en 1988.
Face aux rumeurs sur son endettement, JLSS cherche surtout à masquer les difficultés de son bimensuel L'Expansion, chahuté depuis que le concurrent Capital s'est lancé avec succès en 1991. JLSS tente alors de réduire sa dette, par la vente d'actifs. L'Agefi est cédé dès juillet 1991 : JLSS, qui maîtrise les questions d'immobilier, souhaite en effet récupérer ses locaux de la rue de Richelieu, avant l'automne.
JLSS a trouvé un acquéreur avec qui il fut associé jusqu'en 1988, le libanais Georges Ghosn. Depuis janvier 1989, ce dernier contrôle La Cote Desfossés, solide quotidien boursier vendu exclusivement par abonnement, sans publicité commerciale. La Cote Desfossés affichait encore 29 millions de francs de bénéfice brut en 1988, dont la moitié provenant de la télématique (600 000 heures de connexion par an pour Victoire Télématique), pour un chiffre d'affaires de 83 millions de francs. Ses recettes stables avaient rassuré les financiers,, grâce auxquels Georges Ghosn a pu s'en emparer, en obtenant cinq ans pour rembourser des crédits représentant la « majeure partie » des 267 millions de francs payés aux actionnaires de La Cote Desfossés, André Bassinet et Jean Chamboulive.
Mais La Cote Desfossés a du souci à se faire. Depuis 1989, Pearson, le nouvel actionnaire des Échos les a dotés eux aussi d'une cote boursière complète, en débauchant le journaliste Philippe Guillaume, ex-chef du service marchés de La Tribune. Et en 1990, L'Agefi veut à son tour une côte boursière ! Selon Georges Ghosn, cette condition l'a amené à revoir JLSS, pour évoquer le rachat de L'Agefi. La négociation dure un peu. La presse évoque des montants plus flatteurs pour le Groupe Expansion que réalistes. Finalement, Georges Ghosn obtient en juin 1991 de payer en actions : il n'a pas un sou à débourser. L'Expansion promet par ailleurs de reclasser un quart des 40 journalistes de L'Agefi. JLSS obtient de son côté que L'Agefi déménage avant l'automne : Georges Ghosn doit l'installer dans un hôtel particulier du XVIIIe siècle, rue Saint-Augustin, nécessitant de coûteux aménagements informatique. Sous l'effet de la concurrence de La Tribune, la rentabilité brute de L'Agefi (avant frais financiers) avait déjà fondu à 2,5 % en 1990, contre 15 % à 18 % par an jusqu'en 1988, avant les embauches de 1990. Elle plonge dans le rouge après.
L'opération n'a pas permis de réduire l'endettement du Groupe Expansion. Une dette qui devient problématique un an après, du fait de taux d'intérêt élevés, sur fond de crises monétaires successives, de 1990 à 1993 au sein du SME. Il faut vendre cette fois La Tribune. JLSS choisit le même acquéreur. Georges Ghosn est pourtant déjà en pleine tentative de relance de L'Agefi, basée sur une hausse du prix de l'abonnement, « justifiée » par l'impression sur un papier couleur ivoire, deux fois et demi plus coûteux que le précédent. L'Agefi y perd 200 abonnés et n'en a plus que 4 000 à 5 000, chiffre qui s'érode depuis le point culminant de 7 800 abonnés de l’automne 1974.
La Tribune apporte à Georges Ghosn une diffusion payée sans comparaison : 43 500 exemplaires, le triple des 15 000 exemplaires diffusés en moyenne en 1987 lors de l'acquisition par le Groupe Expansion. Ce nouveau changement de propriétaire, dès le printemps 1992, prive en réalité La Tribune de l'essentiel du second plan d'investissement triennal qu'avait annoncé à grand fracas en janvier 1992 JLSS. Ce dernier est, lui, parvenu à ses fins : vendre rapidement ses deux quotidiens, en les désossant de leurs immeubles. Dans les deux cas, il a choisi le même acquéreur, un homme de presse déjà lourdement endetté, désormais à la tête d'un périmètre de 300 millions de francs de chiffre d'affaires .

### Fusion avecLa Cote Desfossés
En juin 1992, Georges Ghosn rachète donc La Tribune entièrement à crédit. Le montant se limite à 70 millions de francs, car les locaux sont exclus de la transaction et le titre en déficit. Le siège sera revendu 210 millions de francs, en décembre 1992, à un autre acquéreur. La Tribune déménage au 2e étage d'un autre immeuble futuriste, loué par son nouveau propriétaire au 46 Rue Notre-Dame-des-Victoires, en pleine République du Croissant.
Malgré la cession de ses deux quotidiens, l'endettement de JLSS dépasse toujours 300 millions de francs. Les banquiers veulent aussi la cession de L'Expansion et La Vie française. Mission délicate, car le SME a explosé lors du Black Wednesday du 16 septembre 1992, profonde crise boursière qui assèche la manne publicitaire nourrissant les journaux financiers depuis les privatisations de 1987-1988.
Des chiffres invérifiables, émanant de L'Expansion, font état de lourdes pertes de La Tribune sur les premiers mois de 1992. Mais Georges Ghosn précise fin 1992 qu'il n'a assumé que 25 millions de francs de pertes du journal et qu'une augmentation de capital couvrira les coûts exceptionnels : clauses de cession liés aux départs de salariés (15 à 20 millions de francs), informatique rédactionnelle (7 millions de francs), déménagement, dépenses de productivité et campagne de publicité. Côté recettes, il table modestement sur 85 millions de francs annuels pour la publicité financière, en se basant sur le fait qu'en 1991, La Tribune et La Cote Desfossés y faisaient chacune un chiffre d'affaires net de 55 millions de francs. Côté publicité commerciale, il table sur le maintien des recettes de La Tribune, à 25 millions de francs, sans rien attendre de La Cote Desfossés. Il ne garantit que 65 000 exemplaires vendus par jour aux annonceurs, pour la fusion des deux quotidiens, chiffre qui sera largement dépassé.
Fin 1992, Georges Ghosn fusionne La Cote Desfossés avec La Tribune, pour créer La Tribune Desfossés. Les départs en clause de cession sont en fait peu nombreux et les « dépenses de productivité » très modestes. L'augmentation de capital promise n'aura jamais lieu. La diffusion passera de 43 500 à 70 457 exemplaires payants entre 1991 et 1994, malgré la récession. Les deux audiences ont été agrégées, sans déperdition de lecteurs. Philippe Labarde, avec ses adjoints Didier Pourquery et François Roche, veille aux synergies entre les deux rédactions fusionnées. Sa culture boursière et son humour donnent aux éditoriaux de La Tribune un parfum de Lex Column, le billet d'Hugo Dixon dans le Financial Times. Il noue des liens de confiance avec Philippe Séguin, qui dénonce dans La Tribune puis Le Figaro la politique monétaire du « franc fort ».

### Reprise à 51% par LVMH en 1993
Réussi, le mariage Tribune-Cote Desfossés a cependant un talon d'Achille : il repose sur une montagne de dettes, 230 millions de francs, pour des journaux de taille modeste, qui ne possèdent plus leurs sièges sociaux. La France vit alors avec des taux d'intérêt à deux chiffres, malgré un début de déflation. La longue récession économique de 1992-1993, la plus sévère depuis 1945, voit la pagination publicitaire en presse économique chuter de 11 % en 1993. La Tribune perdra 17 millions de francs cette année-là. LVMH la rachète en août 1993, après un coup de fil de Georges Ghosn au ministre de la communication Alain Carignon.
Un projet de reprise concurrent a pourtant été piloté par Liaisons sociales et appuyé par deux actionnaires « dissidents », Hannover Re et La Mondiale
, ce qui obligera LVMH à relever son offre. L'un de ces deux actionnaires, Winfried Kruger, PDG de l'assureur allemand Hannover Re, reproche leur passivité aux créanciers-actionnaires liés à l'État, le Crédit National et Clinvest, filiale du Crédit lyonnais. Selon lui, ils n'ont « jamais développé aucune initiative propre à résoudre les problèmes » du groupe de presse « pendant des mois et des mois ». L'un des deux « dissidents », La Mondiale se rallie ensuite à LVMH
. Hannover Re s'étonne alors qu'il ait vu sa part du capital augmentée, en échange d'un apport en comptes courants.
LVMH réévalue son offre initiale, en y incluant le quotidien L'Agefi, fortement déficitaire. Le « coup d'accordéon » financier prévoit d'abord une réduction du capital à 35 millions de francs, ramenant la part des actionnaires du groupe à 16 %. Une augmentation de capital convertit ensuite en actions les créances des banques (Crédit National, UIC, Crédit lyonnais). LVMH qui avait d'abord pris 51 % du capital, injecte finalement un total de 110 millions de francs en capital et 20 millions de francs en comptes courants, ce qui permet de ramener la dette à un niveau supportable. Un an après, une plainte pour abus de biens sociaux et faux en écriture d'Hannover Re amène le juge Edith Boizette à mettre en examen Georges Ghosn, le 7 septembre 1994. Des perquisitions ont lieu à son domicile et celui de  Bruno Chabannes, patron de la filiale Victoire Télématique, mais ils sont ensuite mis hors de cause.
En novembre 1993, LVMH passe au rachat de l'hebdomadaire financier Investir pour 185 millions de francs, puis se porte candidat en décembre à l'acquisition de L'Expansion, endetté de 300 millions de francs. Mais la Compagnie européenne de publications, filiale à 39,6 % d'Havas, lui est préférée par l'hebdomadaire, qui compte parmi ses actionnaires Dow Jones (16 %), Handelsblatt (13 %), Fimalac (12 %) et Prisa (5 %). LVMH se concentre alors sur son nouveau groupe de presse. En 1995, année de stagnation des ventes, il perd encore 40 millions de francs, dont 25 millions pour le seul Agefi. Dès 1994, Philippe Labarde est parti au Monde, avant d'entrer au Conseil Supérieur de l'Audiovisuel, désigné par Philippe Séguin en 1995.
Libération relève en 1998 que le groupe LVMH, mécontent du traitement de l’information le concernant, est intervenu pour mettre au pas la rédaction : « Le récit régulier des malheurs boursiers de LVMH a provoqué l'ire du patron. Du coup, la direction du journal a entrepris de resserrer les boulons. Les journalistes des services « Entreprise » et « Marché » ont eu droit à une série de tête-à-tête avec la direction. Il s'agissait de « clarifier la relation avec l'actionnaire ». [...] Pour le directeur de la rédaction, Philippe Mudry, « LVMH est ici chez lui » et « l'intérêt de l'actionnaire ne doit pas être remis en cause par un journal qu'il contrôle ». En conséquence, Philippe Mudry a « revendiqué le droit d'intervenir sur le traitement de l'information concernant LVMH, même au détriment du lecteur ».

### Contrat d'indépendance et années de croissance
La Tribune a réalisé des bénéfices en 1999 et en 2000, les deux seules années vraiment bénéficiaires de l'ère LVMH. La croissance est dopée par la création fin 1996 d'un « cahier saumon » d'une quinzaine de pages, entièrement consacré aux marchés. La surface consacrée aux bourses internationales et aux matières premières est augmentée, un portrait conclut la dernière page, et une page « Finance et Droit », illustrée par le dessinateur Chimulus associe réflexion et expertise. La bonne réputation de La Tribune dans la couverture de la haute-technologie et la Bourse débouche sur la création de suppléments « Multimédia » et « Placements ». La double page « évènement », en ouverture du journal, est valorisée, tout comme l'autre point fort, la « double centrale », deux pages quotidiennes d'enquête et reportage. Le réseau de correspondants en province et à l'étranger est étoffé. Les pages « France » collectionnent les scoops sur le social et la fiscalité. Des « avis d'experts », systématiques, rappellent le souci de neutralité du journal, qui s'affirme à partir de mai 1998, lorsque la Société de journalistes, forte de 76 adhérents, parvient à signer avec l'actionnaire un « contrat d'indépendance » en dix points. L'un d'eux prévoit que « l'actionnaire a le droit de saisir la direction de la rédaction ou la société des rédacteurs sur le traitement de l'actualité le concernant », pourvu que cela se fasse « dans la transparence » avec « une publicité interne » le journaliste étant pour sa part « en droit de s'interroger sur un sujet ». Ce « contrat d'indépendance », qui ne remplace pas la déontologie du journalisme, est adopté aussi par la rédaction, par un vote à bulletins secrets.
Sur l’année 2000, la diffusion payée progresse de 7 %, à 90 918 exemplaires contre 128 342 exemplaires pour le rival Les Échos, soit un retard ramené à 29 %, l'un des plus faibles de l'histoire de La Tribune. En 2001, elle augmente encore de 11 % pour atteindre 102 097 exemplaires. En cinq ans, la progression est de 30 000 exemplaires, soit 40 %, par rapport aux 72 125 exemplaires de l'année 1996, depuis la création du « cahier saumon » consacré à la Bourse. La presse économique prouve dans ces années-là qu'elle peut se révéler très rentable, quand on la patience d'attendre la partie favorable du cycle économique: Les Échos affichent un bénéfice courant avant impôts de 45,75 millions d'euros en 2000, soit 26 % des ventes, puis un résultat net d'exploitation de 21,8 millions d'euros en 2001 et 13,1 millions en 2002.
En 2003, le bureau de la Société des journalistes de la Tribune remet sa démission, déplorant l’impossibilité d'un travail journalistique « dès lors que les intérêts de notre actionnaires sont, de près ou de loin, en cause. »

### Tournant de l'année 2001
La Tribune ne fait pas aussi bien. La hausse du prix du papier empêche de profiter pleinement de la progression de ventes. Surtout, la très rentable filiale boursière Victoire Télématique, qui dépasse en 2000 les 130 millions de francs de chiffre d'affaires, pour seulement 75 salariés, a été placée quelques années plus tôt dans une structure séparée, qui n'est plus consolidée au niveau comptable. Les coûts sont par ailleurs augmentés par la réduction du temps de travail de 2001. La Tribune redevient déficitaire en 2001, à un niveau cependant modeste, proche de l'équilibre. L'intégralité du journal est offert gratuitement sur Internet, dans l'espoir de passer de 3 à 8 millions de pages vues par mois. Une jeune « rédaction Internet », séparée de l'autre rédaction, réunit 15 journalistes dès la fin 1999, sans reclassements internes, ce qui provoque des grèves car les secrétaires de rédaction, d'ex-ouvriers du livre, demandent à pouvoir relire et mettre en page la production Internet.
La période 2000-2002 voit une douzaine de journalistes quitter La Tribune, essentiellement des trentenaires et quadragénaires travaillant sur les marchés ou la haute technologie, dont de nombreux animateurs de la Société de journalistes, qui s'inquiètent de voir le contrat d'indépendance oublié, avec des articles sur des sociétés de Bernard Arnault  allègrement réécrits, comme celui du président de la SDJ sur la société Zebank. Les recrutements effectués à l'extérieur encombrent par ailleurs les étages hiérarchiques de La Tribune, limitant les espoirs de promotion interne. Pour donner du grain à moudre, un accord sur les droits d'auteurs numériques, le premier du genre en France, est signé avec les syndicats en novembre 2000. Mais l'objectif de 8 millions de pages Internet vues par mois ne sera atteint qu'une décennie plus tard, sans monétisation significative de cette audience. Côté papier, la diffusion payée de La Tribune résiste au Krach boursier de 2001-2002, se maintenant en 2002 au niveau de 1999, année bénéficiaire, mais tombe sous le seuil critique de 70 000/80 000 exemplaires dès 2006, soit une baisse de 26 % en cinq ans, l'écart de diffusion avec Les Échos revenant à 44,6 %.
En janvier 2000, Elisabeth Descombes, qui avait succédé à Daniel Piette, Pierre-Antoine Gailly et Fabrice Larue, est nommée vice-Pdg de Radio Classique, autre filiale de DI Group, et directrice de Jazzman et du Monde de la musique. Christian Ménanteau prend le relais. En 2003, François-Xavier Piétri, directeur de l'hebdomadaire boursier Investir, prend les rênes de la rédaction, alors que la diffusion de La Tribune est déjà revenue à environ 80 000 exemplaires.

### Disparition de Guy-André Kieffer en 2004, censure en 2006
En mai 2004, une ex-figure de la rédaction, le journaliste d'investigation Guy-André Kieffer, spécialiste reconnu des matières premières, est enlevé en Côte d'Ivoire, où il est devenu pigiste pour la presse ivoirienne, après un congé sabbatique consacré à une mission de consultant de l'ONU. Il disparaît sur le parking d'Abidjan où lui a donné rendez-vous une source d'information, le beau-frère de l'épouse du président ivoirien Laurent Gbagbo. L'enquête indique qu'il a probablement été torturé et assassiné par les services secrets. Choqués, ses ex-collègues de La Tribune créent l'association « Vérité pour Guy-André Kieffer », mais la direction du journal se montre assez minimaliste sur l'affaire.
Par ailleurs, les rivalités entre LVMH et PPR, puis l'acquisition du statut de présidentiable par Nicolas Sarkozy, proche de l'actionnaire de La Tribune, compliquent ses relations avec la rédaction. Dès le 20 mai 2003, le bureau de la Société de journalistes démissionne en bloc. Il proteste contre une double page du journal dédiée aux difficultés de Pinault-Printemps-Redoute, publiée un jour plus tôt que prévu pour coïncider avec l'assemblée des actionnaires de LVMH, au cours de laquelle La Tribune est massivement distribuée. Les journalistes déplorent que La Tribune publie le même jour un entretien avec son ex-directeur François Roche et un article sur le livre qu'il vient de publier, consacré aux ennuis financiers de PPR.
L'année 2006 est encore plus difficile : perte nette de 12 millions d'euros et prévision de perte de 14,5 millions d'euros pour 2007. En septembre, le SNJ et la Société de journalistes du quotidien dénoncent cette fois la censure par un autre directeur de la rédaction d'une question d'un sondage CSA commandé par La Tribune indiquant que 54 % des personnes interrogées font confiance à Ségolène Royal, candidate PS à la présidentielle, pour l'économique et social, contre seulement 49 % pour le candidat de l'UMP. Cette décision suscite quelques conférences de rédaction houleuses. À l'issue d'une assemblée générale d'une heure, un texte est voté par 94 voix, avec 8 voix « contre », 1 blanc et 1 nul, reprenant une déclaration de la Société de journalistes et du SNJ: « Après la censure d'une question du sondage CSA, les explications fournies par la direction de la rédaction de la Tribune n'ont pas convaincu la rédaction », peut-on lire. LVMH avait cherché à « infléchir la ligne éditoriale » dès 1995, se souvient son ex-directeur Jacques Jublin, l'amenant à quitter le journal, où lui avait succédé pour un an Yvan Levaï. En 2007, Jacques Jublin tentera de « faire un tour de table avec des investisseurs » pour reprendre La Tribune mais sans trouver « assez d’argent ».
Fin 2006, le quotidien souhaite rebondir et inaugure une nouvelle formule, avec un nouveau logo. La rédaction devient bi-média, couplée à un site web dirigé par le journaliste Olivier Provost. Plusieurs séquences composent le quotidien : 360°, Entreprises, Business managers, Marchés et Finance, Tribunes, Rendez-vous perso, Forum.

### Chaises musicales puis cession à Alain Weill en 2007
Au printemps 2007, les salariés des Échos s'inquiètent pour leur indépendance éditoriale en apprenant l'intention de LVMH de vendre La Tribune pour les racheter. Les élus du comité d'entreprise, menés par Antoine Boudet (SNJ), lui demandent de retirer son offre de rachat. La fronde est soutenue par l'équipe de direction, Jacques Barrau et Érik Izraelewicz, qui a succédé à Nicolas Beytout, parti diriger Le Figaro.
Une Société de journalistes regroupant la quasi-totalité des 223 journalistes des Échos se forme. « Ce n'est pas un délit de sale gueule » envers LVMH mais « un problème de conflit d'intérêts et de pluralisme de la presse », explique son président, Vincent de Féligonde. Le géant du luxe s'étonne en effet des « attaques dont il a fait l'objet sur le thème de l'indépendance éditoriale », estimant qu'elles « font injure » aux salariés de La Tribune.
Les rédactions des deux titres concurrents organisent le 25 juin des grèves qualifiées de « concomitantes » par Jean-Christophe Chanut, porte-parole de la coordination de La Tribune. « Nous ne nous opposons pas à la vente, mais nous voulons être associés au processus » pour obtenir « un repreneur avec un vrai projet industriel et des moyens », déclare Marie-Caroline Lopez, secrétaire du comité d'entreprise de La Tribune, lors d'une conférence de presse commune avec la Société de journalistes, le 10 juillet. Une pétition est signée par plus de 500 personnalités du monde économique et politique, mais sans arrêter LVMH. Le groupe accepte cependant de donner des garanties sur l'indépendance éditoriale des Échos, comme il l'avait fait en 1996 pour La Tribune, qu'il revend à Alain Weill, PDG de NextRadioTV et BFM TV.
Alain Weill nomme directrice générale de La Tribune Valérie Decamp, venue du quotidien gratuit Metro France, qui avait réussi son lancement en 2002 puis une stratégie de développement. Érik Izraelewicz prend la direction de la rédaction. Le 27 octobre 2008, le journal passe du format tabloïd au format berlinois et son prix de 1 euro à 1,30 euro, en ajoutant des pages « Green business », « Pays émergents » et une édition du samedi. Son logo redevient bleu. Un peu plus d'un an après, le 5 janvier 2010, malgré le bon accueil du lecteur à ces nouveaux points forts, le journal constate qu'il reste en perte : 14 millions d'euros en 2009, même si la hausse du prix du journal a permis d'augmenter les revenus issus des ventes. L'édition du samedi devient exclusivement numérique. En mai 2010, Alain Weill cède 80 % du capital, pour un euro symbolique, à Valérie Decamp, qui recentre le quotidien sur ses sujets favoris: finance, marchés et nouveaux domaines à la mode (« Green Business », « Technos et médias », « Pays émergents »). Les services numériques de la marque sont développés et les évènements à destination des chefs d'entreprises et cadres dirigeants, prescripteurs importants du journal, multipliés : trophées de l'Entreprise sociale, La Tribune Women's Awards.

### Fin du quotidien papier en 2012
Les premiers résultats de cette stratégie permettent d'enrayer la baisse et même de relancer la diffusion (+2,3 % en 2010), tout en doublant l'audience du site internet, même si ses recettes n'occupent qu'une part encore minoritaire du chiffre d'affaires avec 3,2 millions d'euros en 2011 contre 28,7 millions d'euros pour le papier. Le titre a réduit ses coûts et donc ses pertes mais continue de souffrir de difficultés financières. Le 5 janvier 2011, La Tribune est placée en procédure de sauvegarde pour six mois. Le premier semestre 2011 est marqué par le départ de nombreux journalistes. Le directeur de la rédaction François Lenglet et son adjoint Olivier Provost décident de partir en mai et Jacques Rosselin est nommé directeur de la rédaction. La Tribune qui n'arrive pas à trouver de repreneur, dépose le bilan en décembre 2011.
Deux repreneurs se présentent devant le Tribunal de Commerce le 23 janvier 2012 : le groupe Hima, associé au GIE France Économie Régions et à la régie Hi-Media, et la Financière patrimoniale d'Investissements. Le Tribunal de Commerce de Paris choisit le premier candidat, pour lequel le personnel du journal a voté à 73 %, le 30 janvier 2012. Le 30 janvier 2012 sort le dernier numéro papier du quotidien, portant le numéro 4903, dont un cahier est consacré au récit de ses 27 ans d'existence et qui rend hommage à tous ceux qui y ont contribué.
Le nouveau patron de La Tribune, Jean-Christophe Tortora, président du groupe Hima, éditeur d'un magazine et d'un site économique à Toulouse, Objectif News, reprend 50 personnes dont 31 journalistes. Il décide de poursuivre le développement du numérique tout en conservant une édition papier hebdomadaire.
La disparition du quotidien papier de La Tribune profite marginalement aux Échos, qui augmente de 7,29 % en rythme annuel sa diffusion avec 123 410 exemplaires par jour en août 2012, soit 9 000 exemplaires de plus, six mois après l'arrêt de l'impression de La Tribune, qui tirait encore à 64 000 exemplaires. Sur la même période, la diffusion du Figaro a augmenté de 2,61 %, tandis que celles de Libération (−1,93 %), Le Monde (−2,36 %), et Le Parisien (−3,13 %) reculaient.
En septembre 2013 le groupe Hi-Media venu au capital un an plus tôt cède ses parts à NBIC, la société d'investissement de Laurent Alexandre, par ailleurs fondateur de Doctissimo. Le capital est depuis réparti entre le groupe Hima (68 %), un holding dont Jean-Christophe Tortora est l'actionnaire majoritaire, Laurent Alexandre (28 %) et JCG Médias (4 %). JCG Médias est l'éditeur d'Objectif Languedoc-Roussillon et de Méridien Mag (à Marseille). Il est l'un des trois membres du GIE France Économie Régions aux côtés du groupe Hima (Toulouse et Bordeaux) et Acteurs de l'économie (Lyon). En 2016, le nombre de journalistes est ramené à 50 contre 160 en 2012 et la situation financière du groupe est revenue à l'équilibre. En revanche, le journal compte 11 000 abonnés, bien en dessous de ses objectifs.
Fin 2016, l'actionnaire majoritaire Jean-Christophe Tortora vend la plupart de ses parts à l'un de ses proches, Franck Julien (en), président du groupe Atalian, qui détient du coup 37,5 % des parts de La Tribune. Dès le début de l'année suivante, la politique éditoriale du journal est modifiée avec la suppression du service macroéconomique, afin de se concentrer surtout sur les entreprises et des secteurs économiques précis. Les journalistes protestent contre cette politique et se mettent en grève, dénonçant notamment la disparition « de toute analyse de la situation d’ensemble, de toute critique de fond des politiques et des choix économiques pris »,.

### Acquisition par Rodolphe Saadé en 2023
Le 26 mai 2023, Rodolphe Saadé annonce son intention d'acquérir à 100 % La Tribune. Cette acquisition est officialisée le 27 juillet 2023,.
Le 3 juin 2024, Lucie Robequain est nommée directrice des rédactions de La Tribune. Refusée un mois plus tôt au même poste aux Echos où elle était rédactrice en chef, Lucie Robequain prend ses nouvelles fonctions à La Tribune début juillet 2024.

### Lancement deLa Tribune Dimanche
Un nouveau journal du septième jour est créé le dimanche 8 octobre 2023. Tiré à 120 000 exemplaires, le premier numéro de La Tribune Dimanche vient concurrencer Le Parisien/Aujourd’hui en France, Le Journal du dimanche et les quotidiens de la presse régionale. La déclinaison généraliste du quotidien économique en ligne se veut un journal aéré qui entend apporter une expertise nuancée sur l’actualité et tente d’être prescripteur dans sa partie culturelle.

### Identité visuelle (logo)

Ancien logo
Logo du quotidien 2000-2008
Logo version papier 2008-2010, hebdo 2010-juillet 2012
Logo de la version numérique de 2010 à juillet 2012.
Logo à partir de juillet 2012.

## Diffusion
| Année               | 1987   | 1988   | 91/92      | 1994   | 1995    | 1996    | 1997    | 1998    | 1999    | 2000    | 2001    | 2002    | 2003/04 | 2005/06 | 2010    | 2011    |
| Diff. payée Tribune | 15 000 | 28 800 | 43 500(91) | 70 457 | 71 167  | 72 125  | 78 372  | 82 739  | 85 885  | 90 918  | 102 097 | 87 577  | 80 126  | 78 363  | 68 980  | 66 957  |
| Diff. payée Échos   | NC     | 96 200 | 94 253(92) | 99 570 | 102 208 | 105 506 | 110 473 | 114 601 | 122 999 | 128 342 | 153 048 | 127 445 | 114 389 | 117 766 | 115 706 | 121 394 |
| Ecart de diffusion  | NC     | NC     | NC         | 29,2 % | 30,4 %  | 31,6 %  | 29,1 %  | 27,8 %  | 30,2 %  | 29,1 %  | 33,3 %  | 31,3 %  | 29,95 % | 33,45 % | 40,4 %  | 44,8 %  |

## Anciens journalistes
- Tariq Krim
- Philippe Labarde
- Jacques Jublin
- Jean-Michel Quatrepoint
- Laurent Mauduit
- Jean de Belot
- Jean Boissonnat
- Éric Fottorino
- François Roche
- Daniel Vigneron
- Jean Stern
- Guy-André Kieffer
- Érik Izraelewicz
- François Lenglet
- Jean-Jérôme Bertolus
- Jean-Pierre Gratien
- Daniel Lacotte
- Éric Leser
- Éric Revel
- Pascal Riché
- Pierre Taribo
- Ivan Levaï
- Thomas Cantaloube
- Didier Pourquery
- Albert du Roy
- Patrice Gouy
- Nicolas Gros-Verheyde
- Olivier Languepin
- Marc Lomazzi
- Hervé Nathan
- Yann-Antony Noghès
- Martine Orange
- Jacques Rosselin
- Chimulus
- Capucine Graby
- Laurent Bailly
- Olivier Nicolas
- Frédéric Verduzier
- Ivan Best
- Romaric Godin

## Contenu éditorial
Le quotidien traite d'économie, de finance et d'actualité nationale, régionale et internationale. Il aborde principalement les secteurs de l'industrie, des services, des hautes technologies, des médias, des pays émergents et du management.
La finance occupe une place centrale depuis la création du journal, avec la traditionnelle cote mais également des articles, des enquêtes et des focus sur des valeurs, des marchés… à destination des professionnels agissant directement sur les marchés financiers comme aux particuliers disposant d'un patrimoine.
La Tribune a développé sur son site web articles, flash d'informations et reportages vidéos, mais aussi des fonctionnalités permettant une bonne gestion de ses investissements (cotations, liens…), des canaux destinés aux professionnels (canal CGP), des diaporamas pour suivre l'actualité en un clin d'œil, des blogs, etc.

## Dans la culture populaire
Juste après les grèves et manifestations à répétition des journalistes des Échos et de La Tribune de juin 2007, autour du slogan "L'indépendance n'est pas du luxe", pour protester contre le rachat par l'homme d'affaires Bernard Arnault, témoin de mariage du tout nouveau président de la République Nicolas Sarkozy, est rejouée dans une mise en scène rajeunie et raccourcie, Nekrassov, comédie parodique du maccarthysme à la française, présentée en 1955 par Jean-Paul Sartre, où l'héroïne est une journaliste, Véronique, qui séduit le personnage principal, l'escroc dénonciateur Georges de Valera, afin de sauver deux journalistes communistes.

## Financement
Comme la plupart des titres français, La Tribune a touché des subventions de l’État : 2,53 millions d’euros du fonds d'aide à la modernisation de la presse entre 2003 et 2010.